# 台灣播出之韓劇列表
台灣播出之韓劇列表為在台灣播映過之韓國戲劇。影集在大中華區的其他譯名可參考模板:CGroup/KO TV Show。

## 1994年至2005年
| 衛視中文台 - 青出於藍 - 墮落天使 - 車神傳說 - 愛全為你 - 鐵漢柔情 - 商道 - 我的正義男友 - 百萬新娘 - 四月之吻 - 千年之愛 - 皇太子的初戀 - 對不起，我愛你 - 不良主婦 - 海神 - 餅乾老師星星糖 - 威尼斯戀人 - 香港特急 TVBS - 兵變漢江 - 赤腳青春 - 我的麻煩男友 - 漂流的愛情 - 幸福的Cappuccino 超視 - 沙漏 大愛電視 - 六個孩子 | 中視 - 慰安婦的情人 - 沙漏：光州風雲 - 無盡的愛 - 向日葵 - 再見我的愛 - 背叛愛情 - 黃色手帕 - 火鳥 中衛 - 愛上Mr. Q - 蕃茄 - 婚紗 - 曾經 - 情傷最是重逢時 中天電視 - 熱血刑事 - 害羞的戀人 - Ghost - 蘋果花飄香 - 歡樂時光 太陽衛視 - 學校 - 她的眼淚 - 風之子 | 霹靂衛視 - 感覺 - 愛情的名字 - 活著 - 為了愛 - 黃金時代 - 歡樂跳跳跳 - 復仇血戰 - 二女乘一男（둘곱하기 하나） - 醫家兄弟 - 奔向陽光 - 戀愛的季節 - 法庭風雲 - 妒嫉 - 青春歲月 - 因為愛你 - 女人女人 - 壞胚子 - 幸福小舖（행복도 팝니다） - 真實與傷痕（진실 혹은 상처） - 千金之家 - 野望 - 真情女人 - 我愛熊 - 狐狸與棉花糖 - 三男三女 - 愛情神話 - 天上掉下來的禮物 - 悄悄愛上你 - 禮物 - 鋼琴 - 敢愛 - 純真年代 - 仙女與騙子 - 獵陽 - 深秋戀歌 - 賢貞我愛你 - 搞怪高校生 - 迷迭香 |

| 八大電視 | 緯來電視網 | 東森電視 - 張姬嬪 - 青春戀歌 - 迷失的愛 - 亂世奇俠 - 萬江 |

| 台視 - 最愛的人是你 - 愛的負擔 - 玻璃鞋 - 商道 - 情傷最是重逢時 - 曾經滄海 - 美人魚 - 醫道：一代神醫許浚 - 醫道2：神醫李濟馬傳奇 - 茶母 - 保鑣向前衝 - 千年之愛 - 愛的急先鋒 - 小爸爸上學去 - 說不出的愛 | 民視 - 愛上女主播 - 只愛陌生人 - 火花 - 星星在我心 - 青春陷阱 - 善姬與真姬 - 我的姐姐是媽媽 - 順風婦產科 | 華視 - 情定大飯店 - 四姊妹 - 正在戀愛中 - 冬季戀歌 - 開朗少女成功記 - 藍色生死戀 - 情敵 - 美麗的日子 - 美麗的謊言 - All In - 紅豆女之戀 - 射星 - 愛情有什麼道理 - 新娘18歲 |

| 三立電視 - 玻璃鞋 - 雨後的幸福 - 玫瑰戰爭 - 夏日香氣 - 烈愛無間道 | 華人戲劇台 - 紐約的故事 - 順子的故事 | 東風衛視 - 愛如潮水 - 赤腳青春 - 真愛伴我行 - 新娘18歲 - 小爸爸上學去 - 龍之淚 |

## 外部連結
- 韓國偶像劇場 （页面存档备份，存于）